# Christine Bell
Christine Bell z domu Perera (ur. 11 października 1949) – brytyjska lekkoatletka, płotkarka.
3 czerwca 1967 w Blackburn ustanowiła nieoficjalny rekord świata w biegu na 100 metrów przez płotki rezultatem 13,7 s. 
Zdobyła brązowy medal w biegu na 50 metrów przez płotki na europejskich igrzyskach halowych w 1969 w Belgradzie, przegrywając jedynie z Karin Balzer z NRD i Metą Antenen ze Szwajcarii. Zajęła 7. miejsce w biegu na 100 metrów przez płotki na mistrzostwach Europy w 1969 w Atenach.
Startując w reprezentacji Anglii zdobyła brązowy medal w biegu na 100 metrów przez płotki na Igrzyskach Brytyjskiej Wspólnoty Narodów w 1970 w Edynburgu, za Australijkami Pamelą Kilborn i Maureen Caird.
Bell była mistrzynią Wielkiej Brytanii (AAA) w biegu na 100 metrów przez płotki w 1968 oraz w biegu na 200 metrów przez płotki w 1968 i 1970, a także brązową medalistką na 200 metrów przez płotki w 1967. W hali była mistrzynią Wielkiej Brytanii w biegu na 60 metrów przez płotki w 1969. 
Poprawiała rekord Wielkiej Brytanii w biegu na 100 metrów przez płotki do czasu 13,4 s, uzyskanego 2 sierpnia 1970 w Berlinie. Był to również jej rekord życiowy.